# Silene velcevii
Silene velcevii är en nejlikväxtart som beskrevs av Jordanov och Panov. Silene velcevii ingår i släktet glimmar, och familjen nejlikväxter. Inga underarter finns listade i Catalogue of Life.